# Спиридонов, Илья Константинович
Илья Константинович Спиридонов (10 августа 1913 год (по другим данным — 13 января), Анабарский улус, Якутская АССР — 10 октября 1975 года, Юрюнг-Хая, Анабарский улус, Якутская АССР) — оленевод, бригадир оленеводческой бригады колхоза имени Ворошилова Анабарского района Якутской АССР. Герой Социалистического Труда (1957). Первый среди оленеводов, удостоенных звания Героя Социалистического Труда.

## Биография
Родился 10 августа 1910 года в семье потомственных оленеводов Константина Анисимовича Спиридонова и Матрёны Алексеевны из рода Барах. С раннего возраста воспитывался у богатого родственника. В 1938 году женился на Марине Саввичне Туприной. У них в браке родилось десять детей. В 1941 году вступил в колхоз имени Ворошилова Анабарского района. В 1946 году назначен бригадиром оленеводческой бригады.
В 1954 году бригада, возглавляемая Ильёй Спиридоновым, сохранила взрослое поголовье оленей на 98,2 %. В этом году получено в среднем 95,5 тугутов от 100 важенок. В 1955 году было сохранено 99,1 % взрослых оленей и выращено в среднем 94,1 тугутов от 100 важенок и в 1956 году — сохранность стада составила 99,7 % и было получено в среднем 95,9 тугутов от 100 важенок. В 1957 году был удостоен звания Героя Социалистического Труда «за выдающиеся производственные достижения и большой вклад, внесённый в освоение и внедрение новых прогрессивных методов труда в промышленности и сельском хозяйстве Якутской АССР».
В 1958 году вступил в КПСС. После выхода на пенсию проживал в селе Юрюнг-Хая. Скончался 10 октября 1975 года.

## Память
- В селе Юрюнг-Хая установлен бюст Ильи Спиридонова.
- 2007 год был объявлен годом Ильи Спиридонова в Анабарском улусе[5].

## Награды
- Герой Социалистического Труда — указом Президиума Верховного Совета СССР от 1 октября 1957 года
- Орден Ленина